# Maciej Żurawski
Maciej „Magic“ Stanisław Żurawski [ˈmatɕej ʒuˈrafski] (* 12. September 1976 in Posen) ist ein ehemaliger polnischer Fußballspieler.

## Vereinskarriere
Der Stürmer Maciej Żurawski begann seine Laufbahn in der Jugendabteilung bei Warta Posen und hatte sein Debüt in der ersten polnischen Liga 1994 beim gleichen Verein. 1997 wechselte er zum Lokalrivalen Lech Posen. Seinen Durchbruch hatte er allerdings erst, als er 1999 zu Wisła Krakau wechselte. Mit Krakau wurde er 2001, 2003, 2004 und 2005 polnischer Meister sowie polnischer Pokalsieger 2002 und 2003. In den Jahren 2002 und 2004 wurde er Torschützenkönig der polnischen Liga. Ab der Saison 2005/06 spielte er für Celtic Glasgow, mit denen er zweimal schottischer Meister, zweimal schottischer Pokalsieger und einmal schottischer Ligapokalsieger wurde. Mit Celtic spielte er auch in der UEFA Champions League, was ihm bei seinen vorherigen Vereinen verwehrt geblieben ist. Im Januar 2008 wechselte er zum griechischen Erstligisten AE Larisa und absolvierte dort in eineinhalb Jahren 42 Ligaspiele, in denen er 15 Tore erzielte. Zur Saison 2009/2010 wechselte Maciej Żurawski nach Zypern zu Omonia Nikosia. Mit Omonia wurde er in seiner ersten Saison gleich Meister und hatte mit acht Toren in 23 Spielen sogar erheblichen Anteil. Ende 2010 wechselte wieder zurück nach Polen zu Wisła Krakau, wo er seine Karriere mit dem Gewinn der Polnischen Meisterschaft ausklingen ließ. Insgesamt absolvierte er in der polnischen Ekstraklasa 251 Spiele und erzielte in diesen 121 Tore. Im Mai 2014 kehrte Żurawski auf den Fußballplatz zurück. Er einigte sich mit einem Bekannten, der Präsident des Viertligisten Poroniec Poronin ist, dass er dem Verein in einigen Spielen aushelfen wird. Gleich in seinem Debüt gegen Łysica Bodzentyn konnte er das Tor zum 2:0-Endstand erzielen. Żurawski spielte trotz seiner mittlerweile 39 Jahren noch zweieinhalb Jahre für Poroniec Poronin und hat insgesamt 32 Ligaspiele absolviert, in denen er 21 Tore erzielte.

## Nationalmannschaft
Von 1998 bis 2008 absolvierte Maciej Żurawski 72 Länderspiele für Polen und erzielte dabei 17 Tore. Er nahm mit Polen an der Fußball-Weltmeisterschaft 2002 in Japan und Südkorea und an der Fußball-Weltmeisterschaft 2006 in Deutschland teil. Außerdem stand er im Kader für die Fußball-Europameisterschaft 2008 in Österreich und der Schweiz. Er war auch in einigen Spielen Kapitän der polnischen Mannschaft.

## Erfolge
- 3× Schottischer Meister (2006, 2007 und 2008 mit Celtic Glasgow)
- 1× Schottischer Pokalsieger (2007 mit Celtic Glasgow)
- 1× Schottischer Ligapokalsieger (2006 mit Celtic Glasgow)
- 5× Polnischer Meister (2001, 2003, 2004, 2005 und 2011 mit Wisła Krakau)
- 2× Polnischer Pokalsieger (2002 und 2003 mit Wisła Krakau)
- 1× Polnischer Supercupsieger (2001 mit Wisła Krakau)
- 1× Polnischer Ligapokalsieger (2001 mit Wisła Krakau)
- 2× Polnischer Torschützenkönig (2002 und 2004 für Wisła Krakau)
- 1× Polens Fußballer des Jahres (2002)
- 1× Zyprischer Meister (2010 mit Omonia Nikosia)
- 2× WM-Teilnahme (2002 und 2006 mit Polen)
- 1× EM Teilnahme (2008 mit Polen)